# Oysterhead
Oysterhead est un supergroupe de rock américain formé par le guitariste Trey Anastasio du groupe Phish, le bassiste Les Claypool du groupe Primus et le batteur Stewart Copeland du groupe The Police.

## Discographie
- 2001 : The Grand Pecking Order